# 羅扎基
49°53′16″N 23°9′14″E / 49.88778°N 23.15389°E
羅扎基（烏克蘭語：Рожаки），是烏克蘭西部的村莊，隸屬利維夫州的亞沃里夫區。該村始建於1940年，面積0.21平方公里，海拔高度222米，2001年人口17，人口密度每平方公里82.13人。